# Яблонка (потік)
Яблонка (словац. Jablonka) — річка в Словаччині, права притока Вагу, протікає в округах Миява і Нове Место-над-Вагом.
Довжина — 33 км.
Витікає з масиву Миявські пагорби на території села Полянка на висоті 340 метрів. Протікає біля села Крайне. Приймає води потоку Трстіє.
Впадає у Ваг біля села Горна Стреда на висоті 166 метрів.